# Promozione Liguria 1985-1986
Nella stagione 1985-1986 la Promozione era sesto livello del calcio italiano (il massimo livello regionale). Qui vi sono le statistiche relative al campionato in Liguria.
Il campionato è strutturato in vari gironi all'italiana su base regionale, gestiti dai Comitati Regionali di competenza. Promozioni alla categoria superiore e retrocessioni in quella inferiore non erano sempre omogenee; erano quantificate all'inizio del campionato dal Comitato Regionale secondo le direttive stabilite dalla Lega Nazionale Dilettanti, ma flessibili, in relazione al numero delle società retrocesse dal Campionato Interregionale e perciò, a seconda delle varie situazioni regionali, la fine del campionato poteva avere degli spareggi sia di promozione che di retrocessione.

## Girone A

### Squadre Partecipanti
| Squadra                 | Città                   |
| ----------------------- | ----------------------- |
| S.S. Argentina Arma     | Arma di Taggia (IM)     |
| U.S. Audace Campomorone | Campomorone (GE)        |
| U.L.S. Carcarese        | Carcare (SV)            |
| U.S. Cengio             | Cengio (SV)             |
| U.S. Ceriale            | Ceriale (SV)            |
| U.S. Dianese            | Diano Marina (IM)       |
| U.S. Libarna            | Serravalle Scrivia (AL) |
| A.S. Ovadamobili        | Ovada (AL)              |
| U.S. Sampierdarenese    | Sampierdarena (GE)      |
| U.S. Sanremo '80        | Sanremo (IM)            |
| F.S. Sestrese           | Sestri Ponente (GE)     |
| U.S. Taggese            | Taggia (IM)             |
| F.C. Varazze            | Varazze (SV)            |
| F.C. Veloce 1910        | Savona (SV)             |
| F.C. Vado               | Vado Ligure (SV)        |
| Ventimiglia Calcio      | Ventimiglia (IM)        |

### Classifica finale
|  | Pos. | Squadra            | Pt | G  | V  | N  | P  | GF | GS | DR  |
|  | ---- | ------------------ | -- | -- | -- | -- | -- | -- | -- | --- |
|  | 1.   | Vado               | 47 | 30 | 19 | 9  | 2  | 48 | 14 | +34 |
|  | 2.   | Ventimiglia        | 43 | 30 | 17 | 9  | 4  | 37 | 15 | +22 |
|  | 3.   | Libarna            | 40 | 30 | 14 | 12 | 4  | 44 | 23 | +21 |
|  | 4.   | Varazze            | 32 | 30 | 10 | 12 | 8  | 27 | 26 | +1  |
|  | 5.   | Sampierdarenese    | 32 | 30 | 8  | 16 | 6  | 33 | 33 | 0   |
|  | 6.   | Argentina Arma     | 32 | 30 | 8  | 16 | 6  | 30 | 25 | +5  |
|  | 7.   | Ceriale            | 30 | 30 | 9  | 12 | 9  | 34 | 28 | +6  |
|  | 8.   | Sanremo '80        | 30 | 30 | 9  | 12 | 9  | 24 | 23 | +1  |
|  | 9.   | Veloce             | 28 | 30 | 9  | 10 | 11 | 25 | 36 | -11 |
|  | 10.  | Sestrese           | 26 | 30 | 8  | 10 | 12 | 24 | 32 | -8  |
|  | 11.  | Ovadamobili        | 25 | 30 | 6  | 13 | 11 | 26 | 34 | -8  |
|  | 12.  | Carcarese          | 24 | 30 | 8  | 8  | 14 | 25 | 36 | -11 |
|  | 13.  | Taggese            | 24 | 30 | 8  | 8  | 14 | 29 | 38 | -9  |
|  | 14.  | Dianese            | 23 | 30 | 5  | 13 | 12 | 17 | 33 | -16 |
|  | 15.  | Cengio             | 22 | 30 | 6  | 10 | 14 | 21 | 38 | -17 |
|  | 16.  | Audace Campomorone | 22 | 30 | 3  | 16 | 11 | 23 | 33 | -10 |

## Girone B

### Squadre Partecipanti
| Squadra                  | Città                   |
| ------------------------ | ----------------------- |
| U.S. Aulla F.lli Signani | Aulla (MS)              |
| U.S. Angelo Baiardo      | Genova (GE)             |
| U.S. Bogliasco           | Bogliasco (GE)          |
| U.S. Canaletto           | La Spezia (SP)          |
| U.S. Ceparana            | Ceparana (SP)           |
| A.C. Fivizzanese         | Fivizzano (MS)          |
| S.C. Fossese 78          | Lavagna (GE)            |
| U.S. Lagaccio            | Lagaccio (GE)           |
| U.S. Lavagnese           | Lavagna (GE)            |
| S.G. Levanto             | Levanto (SP)            |
| Molassana Boero          | Molassana (GE)          |
| C.S. Monterosso          | Monterosso al Mare (SP) |
| U.S. Pontedecimo         | Pontedecimo (GE)        |
| U.S. Rivarolese          | Rivarolo Ligure (GE)    |
| E. A. Cap San Salvatore  | Cogorno (GE)            |
| U.S. Sestri Levante      | Sestri Levante (GE)     |

### Classifica finale
|  | Pos. | Squadra            | Pt | G  | V  | N  | P  | GF | GS | DR  |
|  | ---- | ------------------ | -- | -- | -- | -- | -- | -- | -- | --- |
|  | 1.   | Levanto            | 41 | 30 | 14 | 13 | 3  | 46 | 29 | +17 |
|  | 2.   | Fossese 78         | 41 | 30 | 16 | 9  | 5  | 34 | 11 | +23 |
|  | 3.   | F.lli Signani      | 36 | 30 | 13 | 10 | 7  | 34 | 21 | +13 |
|  | 4.   | Molassana Boero    | 34 | 30 | 11 | 12 | 7  | 32 | 28 | +4  |
|  | 5.   | Bogliasco          | 33 | 30 | 11 | 11 | 8  | 35 | 29 | +6  |
|  | 6.   | Ceparana           | 32 | 30 | 11 | 10 | 9  | 44 | 29 | +15 |
|  | 7.   | Sestri Levante     | 32 | 30 | 10 | 12 | 8  | 29 | 28 | +1  |
|  | 8.   | Canaletto          | 29 | 30 | 7  | 15 | 8  | 25 | 30 | -5  |
|  | 9.   | Fivizzanese        | 28 | 30 | 10 | 8  | 12 | 32 | 33 | -1  |
|  | 10.  | Angelo Baiardo     | 28 | 30 | 10 | 8  | 12 | 32 | 42 | -10 |
|  | 11.  | Monterosso al Mare | 28 | 30 | 6  | 16 | 8  | 27 | 31 | -4  |
|  | 12.  | Lavagnese          | 27 | 30 | 9  | 9  | 12 | 25 | 29 | -4  |
|  | 13.  | Pontedecimo        | 26 | 30 | 8  | 10 | 12 | 30 | 36 | -6  |
|  | 14.  | Cap San Salvatore  | 24 | 30 | 6  | 12 | 12 | 28 | 43 | -15 |
|  | 15.  | Rivarolese         | 21 | 30 | 6  | 9  | 15 | 26 | 46 | -20 |
|  | 16.  | Lagaccio           | 20 | 30 | 5  | 10 | 15 | 25 | 49 | -24 |

Spareggio promozione
31-05-1986 a Sestri Levante: Levanto-Fossese 2-2 d.t.s. 5-4 d.c.r.